# Kristian Ottosen
Kristian Ottosen, född 15 januari 1921 i Solund i Sogn og Fjordane, död 1 juni 2006 i Oslo, var en norsk motståndsman, författare och tjänsteman.

## Biografi
Kristian Ottosen föddes i Solund i Ytre Sogn, men familjen flyttade snart till Bergen där Ottosen tog Examen artium vid Tanks videregående skole 1940. I maj 1940 blev han engagerad i norska motståndsrörelsen och Theta-gruppen i Bergen. Gruppen sprängdes 1942 och följden blev Nacht und Nebel-fångenskap i koncentrationslägret Sachsenhausen. Våren 1945 kom Ottosen tillbaka från Tyskland med De vita bussarna och studerade filologi. 
Mellan åren 1950–1979 var han ledare för Studentsamskipnaden i Oslo men arbetade även som rådgivare i det offentliga. I slutet av 1960-talet ansvarade han för utredningen för vidareutbildning, den s.k. Ottesen-komiteen och under åren 1972–1979 var han ordförande i NRK och satt med i styrelsen för Nationaltheatret under åren 1981 – 1989. Som pensionär arbetade Ottosen med att belysa norska fångars öde under andra världskriget. 
Efter 1980 var Ottosen starkt engagerad i de norska krigsfångarnas öden i tyska och japanska fängelser och koncentrationsläger under andra världskriget. Han skrev många böcker där han bl.a. berättade om fångarna i Sachsenhausen, Ravensbrück och i Japan. Han har även skrivit böcker om deportationen av judar från Norge. Från 1989 var han projektledare för Norsk fangeregister 1940–1945. Ett första resultat av projektet publicerades i samarbete med Riksarkivet 1995 och 2003 presenteras hela arbetet på ca 45 000 namn i boken Nordmenn i fangenskap 1940-1945. 
1994 blev han utnämnd till kommendör av Sankt Olavs Orden. För sitt arbete med att hjälpa sina medfångar i koncentrationslägren i Tyskland fick han 1987 en fjälltopp i Antarktis uppkallad efter sig, Ottosenknatten.